# Ambophthalmos eurystigmatephoros
Ambophthalmos eurystigmatephoros är en fiskart som beskrevs av Jackson och Nelson, 1999. Ambophthalmos eurystigmatephoros ingår i släktet Ambophthalmos och familjen paddulkar. Inga underarter finns listade i Catalogue of Life.